# Fazenda do Rio Novo
A Fazenda do Rio Novo é uma fazenda histórica do município de Paraíba do Sul, no estado do Rio de Janeiro. Foi construída no século XIX para cultivo de café. A inspiração para o nome da fazenda provém do riacho homônimo que passa pela propriedade.

## História
Seus primeiros donos foram a família Araújo e Silva que compraram esta porção de terras, que pertencia à Fazenda da Paraíba, de 24 diferentes proprietários, em 1845. Após ficar em condições ruins e com grandes dívidas, a Fazenda do Rio Novo foi revitalizada pelo Barão Ribeiro de Sá, que assumiu os seus negócios após casar-se com a futura Baronesa do Rio Novo, Maria de Trindade Araújo. Ela tinha herdado a fazenda de seu antigo marido, João Antônio de Araújo e Silva.
O Barão Ribeiro de Sá pagou as dívidas da fazenda e tornou-se  notório pelo trabalho de transformação da fazenda endividada em importante unidade cafeeira.
Com a derrocada do café no Vale do Paraíba, a fazenda foi vendida pelo filho do Barão Ribeiro de Sá e teve diferentes donos. Sua sede foi reformada por Sérgio Lacerda, que modernizou a casa e adquiriu novo mobiliário. Hoje, os herdeiros da Fazenda Rio Novo dedicam-se à pecuária leiteira.

## Estrutura / Arquitetura
A casa sede da Fazenda do Rio Novo foi construída no final dos anos 1870, projetada pelo arquiteto francês Pierre Pézerat, que estava de passagem pelo Brasil, atuando também na reforma do Paço Imperial, no Rio de Janeiro. O estilo da casa, conhecido como Chalé, foi trazido das cidades para as áreas rurais na segunda metade do século XIX, ganhando a pompa dos “barões do café". Possui um pavimento com porão habitável e um sótão na parte central da edificação. É composta de cinco quartos, um salão, sala de estar, além das demais dependências de serviço. A capela encontra-se em construção contígua à casa sede. 

No telhado, na fachada principal, há forros em madeira nos beirais com mãos-francesas decorativas arrematadas por lambrequins. Também na fachada principal estão belíssimos ornamentos, como vasos cerâmicos esmaltados na varanda, duas estátuas humanas greco-romanas acima do acesso de entrada à casa.